# Delias phippsi
Delias phippsi is een vlindersoort uit de familie van de Pieridae (witjes), onderfamilie Pierinae.
Delias phippsi werd in 1922 beschreven door Joicey & Talbot.